# هاري سيدني
هاري سيدني (بالإنجليزية: Harry Sydney)‏ هو لاعب كرة قدم أمريكية أمريكي، ولد في 26 يونيو 1959 في بطرسبرغ في الولايات المتحدة.

## وصلات خارجية
- هاري سيدني على موقع مرجع كرة القدم المحترفة.كوم (الإنجليزية)